# Natalia Safronova (volley-ball)
Pour les articles homonymes, voir Natalia Safronova et Safronova.
Natalia Andreïevna Safronova (en russe : Наталья Андреевна Сафронова, en anglais : Natalya Safronova) est une ancienne joueuse russe de volley-ball née le 6 février 1979 à Krasnoïarsk (kraï de Krasnoïarsk). Elle mesure 1,90 m et jouait au poste de réceptionneuse-attaquante. Elle a totalisé 255 sélections en équipe de Russie.

## Clubs
| Club                            | De        | À         |
| ------------------------------- | --------- | --------- |
| Ouraltransbank Iekaterinbourg   | 1994-1995 | 1997-1998 |
| JT Marvelous                    | 1998-1999 | 1998-1999 |
| Ouraltransbank Iekaterinbourg   | 1998-1999 | 2000-2001 |
| Aeroflot-Malahit Iekaterinbourg | 2001-2002 | 2002-2002 |
| Ouralotchka Iekaterinbourg      | 2002-2003 | 2003-2004 |
| Zarechie Odintsovo              | 2004-2005 | 2007-2008 |
| Dinamo Moscou                   | 2008-2009 | 2008-2009 |

## Palmarès

### Équipe nationale
- Jeux olympiques
  -  2004 à Athènes.
- Championnat du monde (1)
  - Vainqueur : 2006.
- Championnat d'Europe
  - Vainqueur : 1997, 1999, 2003.
- Grand Prix mondial (3)
  - Vainqueur : 1997, 1999, 2002.
  - Finaliste : 1998, 2003, 2006, 2009.
- Coupe du monde
  - Finaliste : 1999.
- World Grand Champions Cup
  - Vainqueur : 1997.
  - Finaliste : 2001.
- Championnat du monde des moins de 20 ans
  - Vainqueur : 1997.

### Clubs
- Championnat de Russie (4)
  - Vainqueur : 2003, 2004, 2008, 2008.
  - Finaliste : 1998, 2002, 2006.
- Coupe de Russie (2)
  - Vainqueur : 2006, 2007.
- Ligue des champions
  - Finaliste : 2008.

### Distinctions individuelles
- Ligue des champions de volley-ball féminin 2002-2003 : Meilleure réceptionneuse.
- Coupe de la CEV féminine 2007 : Meilleure réceptionneuse.